# Konfuzius (Film)
Konfuzius (Originaltitel: chinesisch 孔子, Pinyin Kǒngzǐ, internationaler Titel: englisch Confucius) ist eine Filmbiografie über den chinesischen Philosophen Konfuzius (Kong Qiu). Der Film wurde von Hu Mei gedreht. Der Film wurde am 28. Januar 2010 in China veröffentlicht und erschien am 18. Juli 2011 in Deutschland auf DVD und Blu-Ray. Die Verleihversion erschien bereits am 3. Juni.

## Handlung
Im Königreich Lu ist die Macht aufgeteilt zwischen den drei Adelsfamilien Jishi, Shushi und Mengshi. Der König von Lu entschließt sich, den talentierten Bürgermeister Kong Qiu als neuen Justizminister zu berufen. Als enger Berater des Königs gelingt es ihm, das Ritual der lebenden Grabbeigaben abzuschaffen. Des Weiteren erreicht er die Rückgabe von drei Städten durch das Reich Qi ohne einen Kampf. Er steigt zum Innenminister auf. Allerdings sind einige Mitglieder der drei noblen Familien misstrauisch gegenüber Kong Qiu, weshalb er das Reich Lu und seine Familie verlassen muss.
Er zieht in Begleitung seiner Schüler durch verschiedene Reiche Chinas und lehrt dort seine Philosophien. Als Lu von Qi überfallen wird, lässt der Kanzler von Lu Kong Qiu um Erlaubnis bitten, seinen Schüler Ran You als General abzustellen. Kong Qiu lässt ihn ziehen. Nachdem Lu die Schlacht gewinnt, entschließt sich der Kanzler, Kong Qiu zurück in sein Heimatland zu lassen. Er verstirbt in der Hauptstadt Qufu.

## Produktion
Die Produktion begann im März 2009 in der chinesischen Provinz Hebei und in den Hengdian World Studios in Zhejiang. Das Budget betrug 22 Millionen US-Dollar.
Faye Wong sang den Titelsong zum Film. Ihr Lied mit dem Titel „Yōu Lán Cāo“ („幽蘭操 / 幽兰操“) basiert auf den antiken Werken von Han Yu.

## Rezeption
Christin Hoffmann von der Filmzeitschrift Cinema gab dem Film vier von fünf Punkten und bezeichnete ihn als „opulent ausgestatteten Historienfilm“. Einziges Manko seien die CGI-Effekte.